# L'Étudiant de Soweto
 (février 2019).
L'Étudiant de Soweto est une pièce de théâtre écrite par le dramaturge tchadien Maoundoé Naindouba en 1978 et éditée à Paris en 1981.
Cette œuvre a remporté le prix du concours théâtral Inter-Africain de RFI en 1980.